# Bitheca caballa
Bitheca caballa är en tvåvingeart som beskrevs av Marshall 1987. Bitheca caballa ingår i släktet Bitheca och familjen hoppflugor.
Artens utbredningsområde är Tennessee. Inga underarter finns listade i Catalogue of Life.